# Чапичев, Яков Иудович
Я́ков Иу́дович Ча́пичев (1909, Новороссийск или Париж — 9 марта 1945, Вроцлав, Нижняя Силезия) — участник Великой Отечественной войны, майор, заместитель командира батальона по политической части — агитатор 243-го стрелкового Волжского полка 181-й стрелковой Сталинградской ордена Ленина Краснознамённой дивизии 6-й армии 1-го Украинского фронта. Герой Советского Союза (1945, посмертно), поэт.

## Биография
Родился в 1909 году в Новороссийске (по другим данным, в предместье Парижа) в семье сапожника Иуды Яковлевича Чапичева. Крымчак. В 1923 году семья возвратилась в Крым и поселилась в Джанкое. Образование неполное среднее. Работал сначала учеником парикмахера, затем подмастерьем сапожника, а в 1927—1931 годах кочегаром локомотивного депо станции Джанкой. В 1928 году стал членом ВЛКСМ. Писал стихотворения с юношеских лет. Участвовал в жизни симферопольского крымчакского клуба и заседаниях «Синей блузы». В 1934 году дебютировал со стихотворением в газете «Красноармеец». В 1939 и 1943 годах вышли два поэтических сборника Я. Чапичева «Мужество» и «Родному Крыму». Член Союза писателей Крымской АССР с 1939 года. В конце 1930-х годов стал печататься в газете «Красный Крым». Также произведения Чапичева печатались в «Правде», «Комсомольской Правде», окружной военной газете «Ворошиловец».
В Красной Армии с 1931 года. Окончил курсы политсостава и в звании младшего политрука сначала работает начальником клуба полка в Крыму, потом уезжает служить на Дальний Восток. В период 1933—1937 годов служил в 3-й стрелковой дивизии командиром орудия. Член ВКП(б) с 1938 года. Участник боёв с японскими войсками на реке Халхин-Гол (Монголия) в 1939 году. В 1940 году окончил курс Военно-политической академии. Вначале был направлен в редакцию танковой бригадной газеты. В мае 1940 года работал инструктором-литератором газеты 60-й танковой дивизии.
На фронте в Великую Отечественную войну с июня 1941 года. Тяжело ранен в боях на подступах к Ленинграду. Непродолжительное время с января 1942 года работал в редакции газеты 4-й армии «В бой за Родину» на Волховском фронте. Из газеты перешёл в батальон заместителем командира по политической части — агитатором 243-го стрелкового полка (181-я стрелковая дивизия, 6-я армия, 1-й Украинский фронт). Отличился в уличных боях в городе Бреслау, ныне — Вроцлав (Польша) .
9 марта 1945 года с группой разведчиков выбил гранатами засевших в доме гитлеровцев, уничтожив значительное их число. Погиб в этом бою. Похоронен на кладбище советских воинов во Вроцлаве.

### Семья
Родители были расстреляны в декабре 1941 года на территории совхоза «Красный».
Жена Екатерина Абрамовна и единственная дочь Долорес (род. 1937) в послевоенные годы жили в Одессе.
Сёстры Ева и Султана (Софья) жили в Ленинграде. Брат — Марк Иудович Чапичев (1914, Новороссийск — 1942), лейтенант, заместитель командира стрелковой роты, погиб при обороне Севастополя. Двоюродный брат — Яков Рафаилович Чапичев (1912, Ялта — 2012, Севастополь), токарь по профессии, труженик тыла.

## Награды
Войска проходят вольную Кубань,

Несутся танки вдаль неудержимо.

В развалинах нас встретила Тамань,

Но я гляжу на милый берег Крыма.

Я знаю, что и голод и тоска

Гуляют по ту сторону пролива.

Но месть идет, она недалека,

Не будет жизни палачам блудливым!

Им не уйти от нашего меча,

Тем, кто принес нам кровь и разрушенья.

Пощады нет немецким палачам,

Мы отомстим, и страшным будет мщенье!

За то, что оскорбляли нашу речь,

За их разбой, бесчинства и расправы,

За наш Джанкой, за Ялту и за Керчь,

За Севастополь — город нашей славы!

И день настал. Ты вновь увидел нас.

Громя врага, на берег твой взошли мы —

Те, кто отважно бился за Кавказ

И кто фашистов вышвырнет из Крыма!

Майор Я. Чапичев
Указом Президиума Верховного Совета СССР от 27 июня 1945 года за образцовое выполнение боевых заданий командования на фронте борьбы с немецко-фашистским захватчиками и проявленные при этом мужество и героизм майору Чапичеву Якову Иудовичу посмертно присвоено звание Героя Советского Союза.
Награждён также орденами Красной Звезды (1943), Отечественной войны 2-й степени (1945), медалями «За боевые заслуги» (1944) и «За оборону Кавказа» (1945).

## Память
В 1979 году на территории локомотивного депо станции Джанкой Герою установлен памятник (скульптор Д. М. Журавлёв).
Именем Чапичева названа улица в Джанкое.
В 1983 году учащиеся средней школы № 4 города Джанкоя нашли во Франции родственников Я. Чапичева и восстановили ряд неизвестных фактов из его жизни. В частности, нашли дом где он проживал в Джанкое. Пионерская дружина 6-Б класса средней школы № 4 после проведения поисковых работ получила право наименоваться «Пионерская дружина имени Героя Советского союза Я. И. Чапичева».

5 сентября 2013 года в Симферополе на доме по адресу пр. Кирова, 5 была установлена мемориальная доска со следующим текстом:
В этом переулке
в доме №18 жил
Герой Советского Союза,
поэт
Чапичев Яков Иудович
(1909—1945 гг.)
Название «Майор Чапичев» носил построенный в 2008 году в Греции паром, работавший на переправе «Порт Кавказ — Порт Крым» в 2015—2019 годах.
8 мая 2019 года в здании средней школы № 3 г. Джанкоя была открыта памятная доска Я. И. Чапичеву.

## Поэтические сборники
- Песня о товарище Баранове: Для двухголосного хора с фортепиано / Музыка Н. Зелинского; Стихи Я. Чапичева. — М.: Музгиз, 1938. — 3 с.
- Мужество (Стихи и песни). — Симферополь: Крымгиз, 1939. — 40 с.
- Родному Крыму: Стихи и песни. — Издательство газеты «Красный Крым», 1943. — 29 с.
- Строка, оборванная пулей / Я. И. Чапичев, В. М. Апошанский. — Симферополь: Крым, 1965. — 95 с.

### Комментарии
1. ↑  пер. Колхозный